# Georgskathedrale (Damaskus)

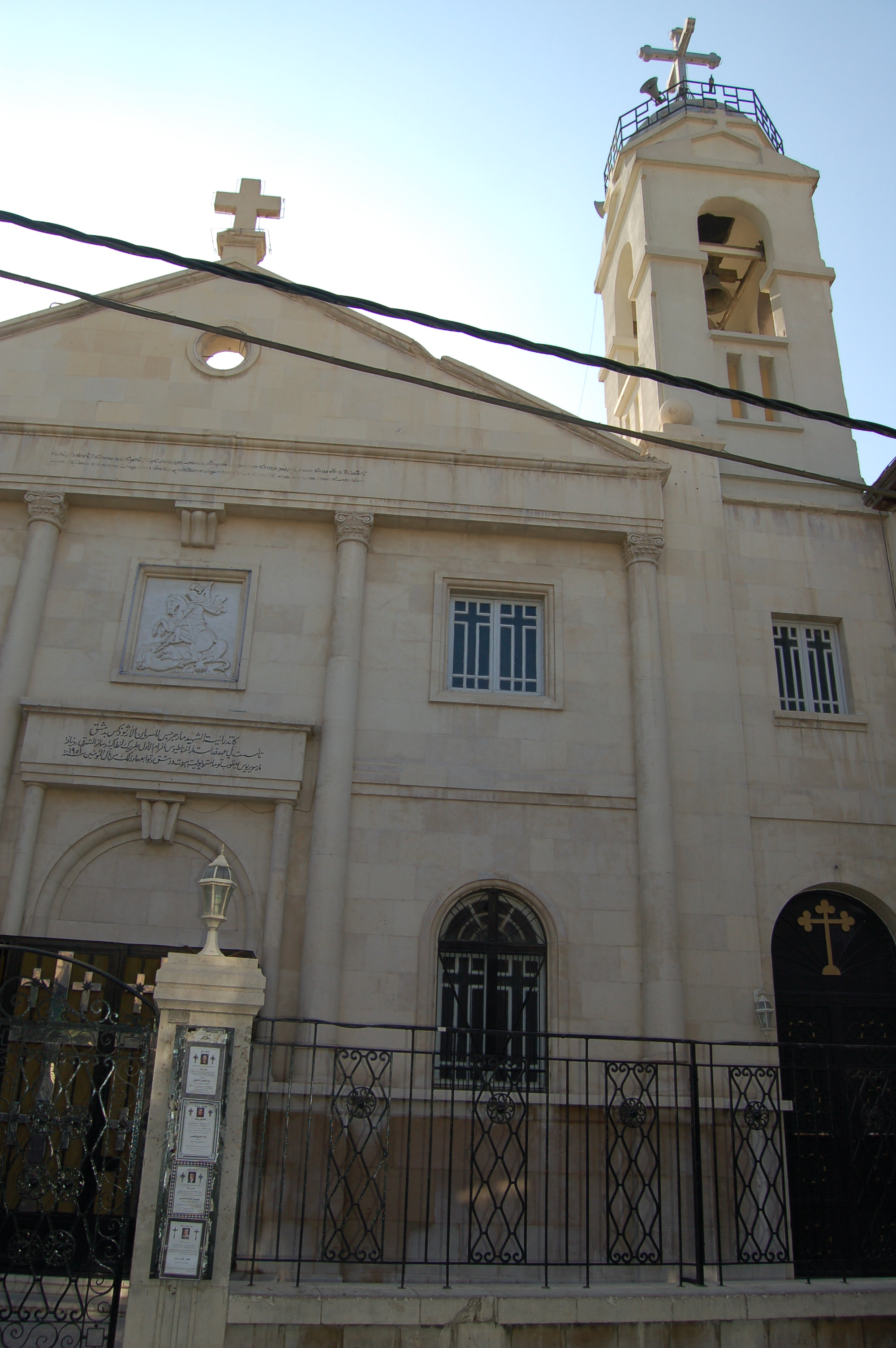
Das Kirchengebäude

Die Kathedrale des Heiligen Georg (arabisch كاتدرائية مار جرجس oder كاتدرائية مار جرجس للسريان الأرثوذكس „Syrisch-Orthodoxe Kathedrale des Heiligen Georg“, französisch Cathédrale Saint-Georges de Damas, englisch Cathedral of Saint George) ist der Sitz des Patriarchen der Syrisch-Orthodoxen Kirche von Antiochien, derzeit Ignatius Ephräm II. Karim. Sie befindet sich in der Altstadt von Damaskus im  hauptsächlich von Christen bewohnten nordöstlichen Viertel an der Bāb-Tūmā-Straße südlich des Thomas-Tors Bāb Tūmā.

## Allgemeines
Die syrisch-orthodoxe Kathedrale des Heiligen Georg steht im christlichen Stadtviertel im Nordosten der Altstadt an der östlichen Seite der Bāb-Tūmā-Straße (شارع باب توما) etwa 100 m nördlich der Bāb-Scharqī-Straße (شارع باب شرقي).
Die Kirche feiert jedes Jahr am 6. Mai das Fest ihres Schutzheiligen, des Märtyrers Georg.

## Geschichte
Der syrisch-orthodoxe Bischofssitz von Damaskus wurde im 7. Jahrhundert eröffnet. Die ursprüngliche syrisch-orthodoxe („jakobitische“) Kirche befand sich im Südwesten der Stadt und war zur Zeit des Historikers Ibn ʿAsākir bereits eine Ruine. In seiner Geschichte von Damaskus berichtet dieser im Jahre 1175, dass von den 15 Kirchen, die es nach der islamischen Eroberung der Stadt 500 Jahre zuvor noch gegeben hatte, die meisten verfallen oder zerstört waren. Zwei Kirchen östlich der Umayyaden-Moschee waren in Moscheen umgewandelt worden waren. Nur zwei Kirchen dienten noch den Christen von Damaskus: die griechisch-orthodoxe Marienkirche – die heutige Mariamitische Kathedrale – und eine syrisch-orthodoxe Kirche westlich vom Stadttor Bāb Tūmā.
Unter dem Patriarchen Ignatius Ephräm I. Barsum wurde 1951 im südlichen Abschnitt der Bāb-Tūmā-Straße auf deren Ostseite die neue syrisch-orthodoxe Kathedrale des Heiligen Georg errichtet, und 1959 wurde unter dem Patriarchen Ignatius Jakob III. das syrisch-orthodoxe Patriarchat von Antiochien von Homs hier verlegt. Älter ist die syrisch-orthodoxe Kapelle in der Hanania-Straße. Im Jahre 2003 hatte die syrisch-orthodoxe Kirche in Damaskus etwa 25.000 Mitglieder, was deutlich weniger war als die größte christliche Denomination – die Griechisch-Orthodoxen – und die zweitgrößte Gruppe – die Melkitischen Griechisch-Katholischen –, aber deutlich mehr als die Syrisch-Katholischen (rund 8000 im Jahre 2006) und die Maroniten (rund 12.000 im Jahre 2006).
Ignatius Jakob III. starb am 26. Juli 1980. Am 14. September 1980 wurde Ignatius Zakka I. Iwas sein Nachfolger. Wegen des Bürgerkriegs in Syrien floh Zakka 2013 in den Libanon. Zur medizinischen Behandlung begab er sich nach Deutschland, wo er am 21. März 2014 in einem Krankenhaus in Kiel starb. Seit dem 31. März 2014 hat Ignatius Ephräm II. Karim als der 123. Patriarch von Antiochien und dem ganzen Orient der Syrisch-Orthodoxen Kirche seinen Sitz in der Kathedrale Sankt Georg in Damaskus. Im Sommer residiert er allerdings in der überwiegend christlichen Kleinstadt Saidnaya.

## Architektur der Kirche und Nebengebäude
Das zweistöckige Kirchengebäude ist aus weißem Stein gemauert. Es hat ein Flachdach und in der Mitte eine Kuppel. An der Vorderfront ist es auf der rechten Seite mit einem Glockenturm mit quadratischem Querschnitt versehen, auf dessen Zwiebelhaube ein dreidimensionales dreibalkiges Kreuz steht. Die helle vordere Fassade weist vier Halbsäulen und einen Scheingiebel auf, der oben mit einem einfachen Kreuz geschmückt ist. An der Vorderseite in Höhe des zweiten Stocks befindet sich eine quadratische Tafel aus weißem Stein, auf der als Relief Sankt Georg der Drachentöter dargestellt ist.
Über der Eingangstür ruht auf zwei dünnen Halbsäulen eine rechteckige Tafel, auf der in arabischer Sprache an die Errichtung der Kirche erinnert wird. Unterhalb des Giebels über dem Bild mit Sankt Georg ist eine Inschrift in syrischer Sprache. Südlich und südöstlich der Kathedrale befinden sich Nebengebäude und der Sitz des syrisch-orthodoxen Patriarchats.

## Patriarchat
Die Kathedrale ist Sitz des Patriarchats von Antiochien der Syrisch-Orthodoxen Kirche, einer Kirche, zu der insgesamt sechs Millionen Gläubige zählen, davon etwa drei Millionen in Indien.
Der Sitz sollte eigentlich in Antiochien sein, das seit der osmanischen Eroberung nun offiziell Antakya heißt. Das Patriarchat von Antiochien und Syrien hatte seinen Sitz im kilikischen Sis, später in Damaskus und zuletzt in Jerusalem. Sie hatte auch die Jurisdiktion über Aleppo, Melitene und Zypern. Ab 1444/5 wurde sie mit dem Patriarchat von Mardin vereinigt. Nach dem Völkermord an den syrischen Christen ab 1915 im Osmanischen Reich gab es Überlegungen zur Verlegungen nach Damaskus. Bei der Gründung des Sandschaks Alexandretta im Rahmen des französischen Völkerbundmandat für Syrien und den Libanon 1918 blieb der Sitz zunächst noch in Mardin. Doch schon im Jahre 1924 wurde das Patriarchat von seinem jahrhundertelangen Sitz in Mardin (westlich vom Tur Abdin) nach Homs im Staat Damaskus (seit diesem Jahr Staat Syrien) und schließlich im Jahre 1959 nach Damaskus in der Vereinigten Arabischen Republik verlegt.